# Calliptamulus
Calliptamulus is een geslacht van rechtvleugeligen uit de familie veldsprinkhanen (Acrididae). De wetenschappelijke naam van dit geslacht is voor het eerst geldig gepubliceerd in 1922 door Uvarov.

## Soorten
Het geslacht Calliptamulus omvat de volgende soorten:
- Calliptamulus hyalinus Uvarov, 1922
- Calliptamulus natalensis Sjöstedt, 1913
- Calliptamulus sulfurescens Uvarov, 1922